# Smittoidea rhynchota
Smittoidea rhynchota är en mossdjursart som beskrevs av Hayward och Thorpe 1990. Smittoidea rhynchota ingår i släktet Smittoidea och familjen Smittinidae. Inga underarter finns listade i Catalogue of Life.